# Медуна ди Ливенца
Медуна ди Ливенца (итал. Meduna di Livenza) је насеље у Италији у округу Тревизо, региону Венето.
Према процени из 2011. у насељу је живело 2226 становника. Насеље се налази на надморској висини од 9 м.

## Становништво
Према резултатима пописа становништва 2011. у општини је живело 2.947 становника.
| 1951. | 1961. | 1971. | 1981. | 1991. | 2001. | 2011. |
| ----- | ----- | ----- | ----- | ----- | ----- | ----- |
| 2.928 | 2.611 | 2.439 | 2.487 | 2.425 | 2.702 | 2.947 |